# Ferdinand Faesebeck
Georg Mathias Ferdinand Faesebeck, auch Fäsebeck (* 4. März 1809 in Obersickte; † 8. Januar 1900 in Braunschweig) war ein deutscher Wundarzt und Prosektor am Anatomisch-Chirurgischen Institut in Braunschweig.

## Leben
Der Sohn des Landchirurgen Daniel Faesebeck besuchte zunächst die Schule in Obersickte und nachfolgend das Katharineum in Braunschweig. Bei seinem Vater, der nach Veltheim übergesiedelt war, lernte er zwei Jahre die praktische Chirurgie. Er begann 1827 in Braunschweig eine Ausbildung am Anatomisch-Chirurgischen Institut, der Chirurgenschule des Collegium Carolinum. Kurz nach seiner Aufnahme in die Schule erhielt er die Stelle eines dritten Pensionärs, womit die Beaufsichtigung der anatomischen Sammlungen verbunden war. Bereits 1828 bekam Faesebeck die Erlaubnis, die neuen Schüler in der Osteologie zu unterrichten. Mit dieser Lehrtätigkeit finanzierte er seine Ausbildung, die er 1834 abschloss. 
Im Oktober 1836 wurde er als Vizeprosektor der Anatomie angestellt. Einen Ruf als Prosektor an die Universität Kasan lehnte er 1837 ab. Faesebeck war in der Fachwelt für seine kunstgerechten anatomischen Nervenpräparate bekannt. Im Jahre 1845 gründete er in Braunschweig eine orthopädische Turnanstalt für junge Mädchen, die er bis 1853 leitete. Er wurde 1857 zum Prosektor befördert, konnte die Tätigkeit jedoch nur bis zum Jahre 1869 ausüben als das Anatomisch-Chirurgische Institut endgültig schloss. 
Faesebeck war anschließend bis zu seinem Lebensende als praktischer Arzt tätig, daneben bis 1881 als Gerichtsarzt und als Gefängnisarzt. Er wurde 1880 zum Hofchirurgus ernannt, womit ein bestimmtes Jahrgehalt verbunden war. Anlässlich seines 80. Geburtstages wurde er von der medizinischen Fakultät der Universität Göttingen in Anerkennung seiner anatomischen Leistungen zum Ehrendoktor, und 1894 zum Hofrat ernannt.
Faesebeck war seit 1843 verheiratet. Er wohnte zuletzt in der Reichenstraße, der heutigen Reichsstraße, in Braunschweig. Er starb hochbetagt im Januar 1900.

## Schriften
Er veröffentlichte 1840 eine Monographie über die Nerven des menschlichen Kopfes, die auch im europäischen Ausland Beachtung fand. Kleinere Aufsätze erschienen 1839, 1840 und 1842 im Archiv für Anatomie.
- Die Nerven des menschlichen Kopfes, Braunschweig, 1840 (2. Aufl. 1848).
- Die Methode der Bettgymnastik in Verbindung mit Massage, Braunschweig 1879 (2. Aufl. 1888).